# Ligne de tramway 473
La ligne 473 est une ancienne ligne de tramway vicinal de la Société nationale des chemins de fer vicinaux (SNCV) qui reliait Saint-Trond à Oreye entre 1892 et 1936.

## Histoire
24 octobre 1892 : mise en service en traction vapeur entre la gare de Saint-Trond et la station vicinale d'Oreye (nouvelle section, capital 53) ; exploitation par la société du Chemin de fer d'Ans - Oreye (AO).
14 juin 1936 : fusion avec la ligne 476 Liège - Saint-Trond.

## Infrastructure

### Dépôts et stations
Nom : (gare) : quand le dépôt ou la station est accolé ou proche d'une gare.
Type : D : dépôt , S : station , Sf : si la station sert de gare douanière à la frontière , Sp : si la station est établie dans un bâtiment privé le plus souvent un café ou plus rarement une habitation privée.
| Illustration | Nom   | Type | Commune | Localisation                | État            | Remarques |
| ------------ | ----- | ---- | ------- | --------------------------- | --------------- | --------- |
|              | Oreye | DS   | Oreye   | 50° 43′ 43″ N, 5° 21′ 05″ E | En service TEC. |           |

## Exploitation

### Horaires
Tableaux : 319 (1907) ; 473 (1914).